# Čovjek sudbine (1958.)
Čovjek sudbine je hrvatska televizijska drama iz 1958. godine, u režiji Đure Puhovskog, a riječ je o televizijskoj adaptaciji istoimene drame G. B. Shawa.
Premijerno je prikazana 16. ožujka 1958. godine na Televiziji Zagreb.

## Glumačka postava
- Adem Ćejvan kao Napoleon
- Mia Oremović kao strana dama
- Zvonimir Ferenčić kao poručnik
- Ljudevit Galić kao gostioničar Giuseppe

## Vanjske poveznice
- Čovjek sudbine u internetskoj bazi filmova IMDb-a